# Ben Lomond (Californie)
Pour les articles homonymes, voir Ben Lomond (homonymie).
Ben Lomond est une census-designated place du comté de Santa Cruz, dans l'État de Californie, aux États-Unis,. En 2020, elle compte une population de 6 337 habitants.